# Curtuiușu Mare
Curtuiușu Mare – wieś w Rumunii, w okręgu Marmarosz, w gminie Valea Chioarului. W 2011 roku liczyła 297 mieszkańców.